# Agapanthus inapertus
Agapanthus inapertus är en amaryllisväxtart som beskrevs av Gustave Beauverd. Agapanthus inapertus ingår i släktet Agapanthus och familjen amaryllisväxter.

## Underarter
Arten delas in i följande underarter:
- A. i. hollandii
- A. i. inapertus
- A. i. intermedius
- A. i. parviflorus
- A. i. pendulus

## Bildgalleri

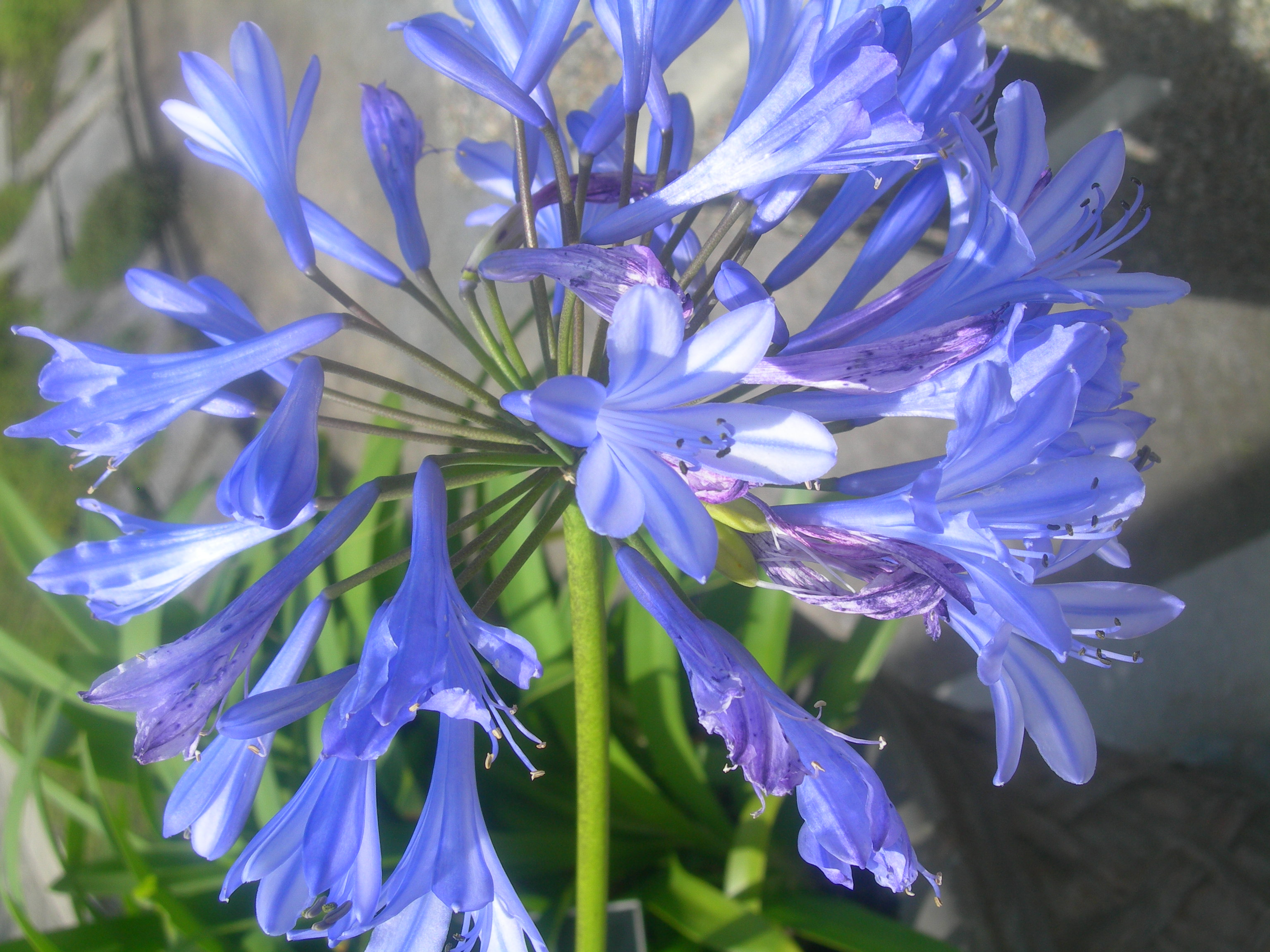
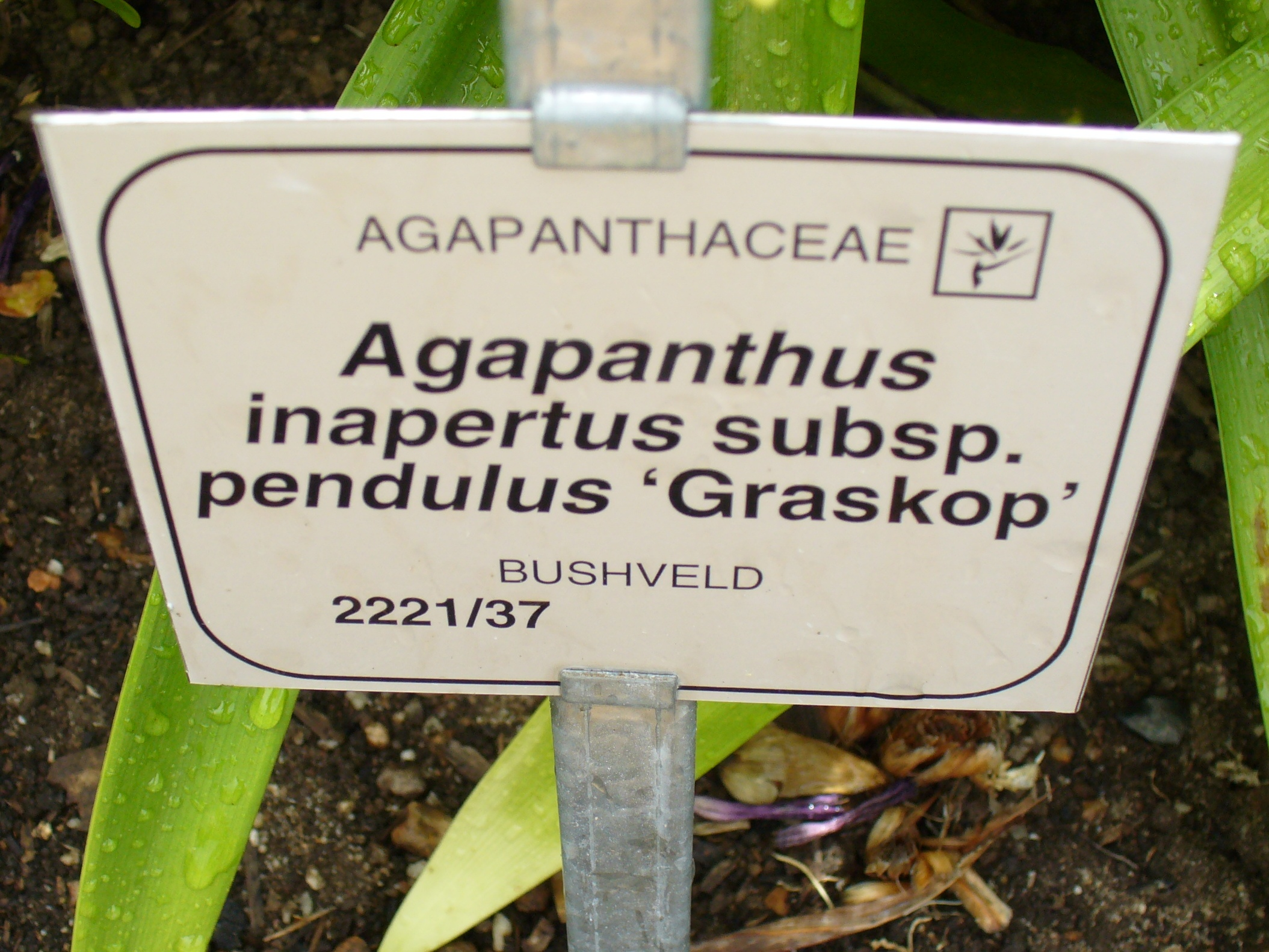
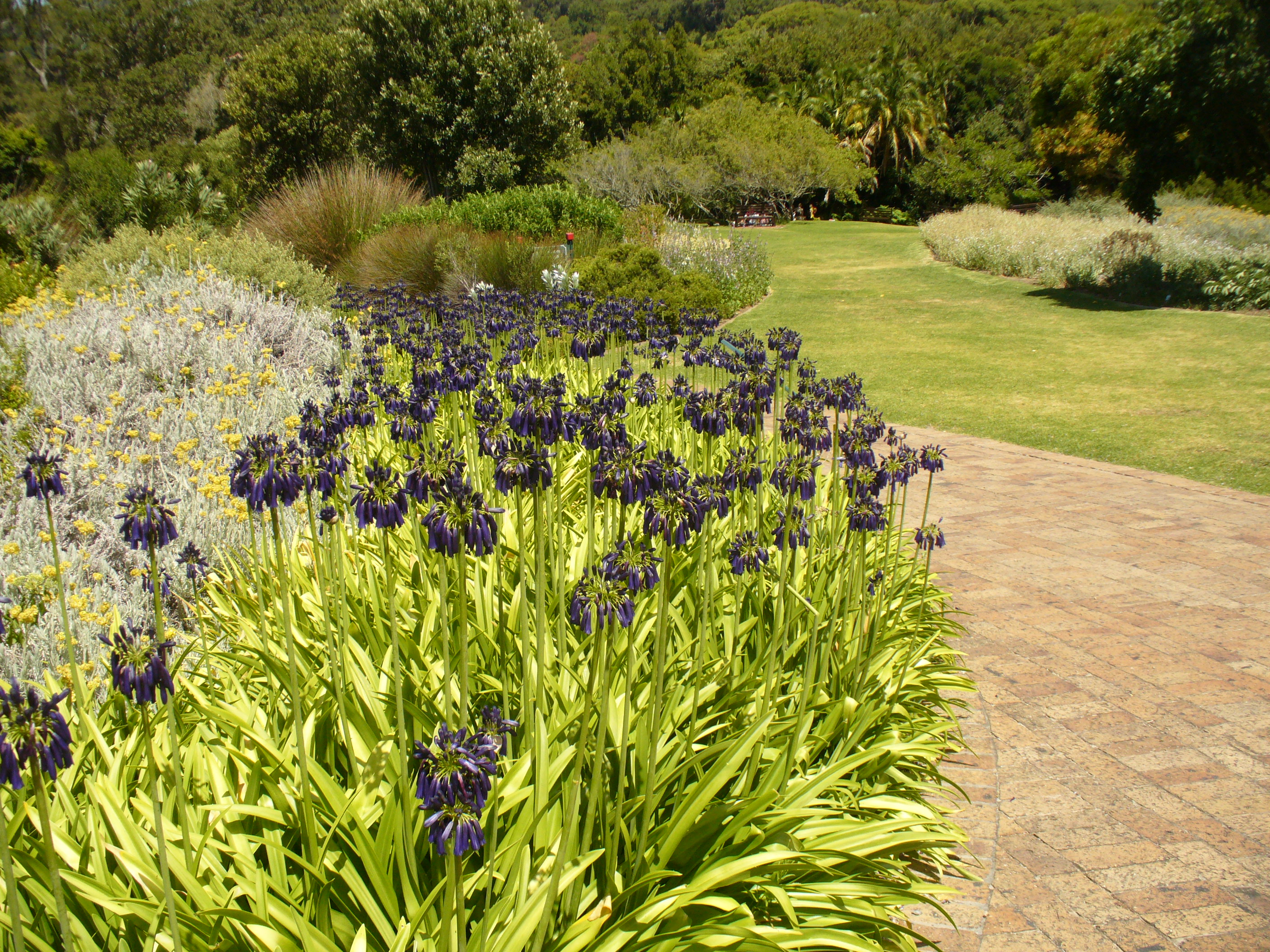
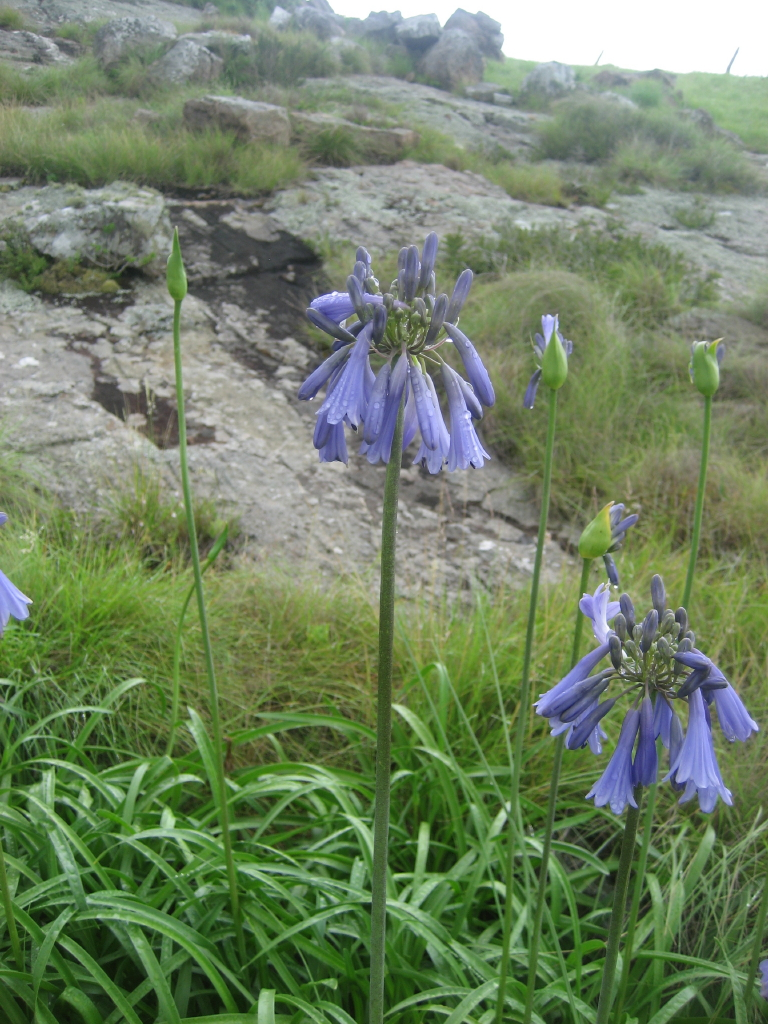